# Ставровка
Ставровка (укр. Ставрівка) — село, входит в Иванковский район Киевской области Украины.
Население по переписи 2001 года составляло 137 человек. Село занимает площадь 0,7 км².

## Местный совет
Село Ставровка относится к Розважевскому сельскому совету.
Адрес местного совета: 07241, Киевская обл., Иванковский р-н, с. Розважев.

## Знаменитые уроженцы
- Верес, Юзеф Николаевич (1922—1995) — участник Великой Отечественной войны, полный кавалер ордена Славы.